# Liste des combats professionnels de Mohamed Ali
Cette page détaille la liste des combats professionnels de Mohamed Ali.
Largement considéré par les commentateurs et historiens de la boxe comme l'un des plus grands boxeurs professionnels de tous les temps, le magazine The Ring l'a nommé numéro 1 des plus grands poids lourds de toutes les époques dans un classement paru en 1998. En 1999, l'Associated Presse a élu Mohamed Ali poids lourd no 1 du XXe siècle. La même année, il est nommé par ESPN deuxième plus grand boxeur de l'histoire, pound for pound, derrière le boxeur américain Sugar Ray Robinson. En décembre 2007, ESPN classe Mohamed Ali deuxième des plus grands poids lourds de tous les temps, derrière le boxeur américain Joe Louis.
Mohamed Ali est intronisé au International Boxing Hall of Fame (IBHOF) dans la catégorie inaugurale de 1990 et son étoile est présente sur le Hollywood Walk of Fame. Il a également reçu la Presidential Citizens Medal en 2001 et la médaille présidentielle de la Liberté en 2005.
Le boxeur américain a combattu 61 fois en professionnels, pour 56 victoires, dont 37 par knockout et 19 sur décision. Il a perdu 5 combats dont 1 par knockout et 4 sur décision. Mohamed Ali a remporté ses 31 premiers combats avant de s'incliner contre l'Américain Joe Frazier.
Le 29 octobre 1960, Mohamed Ali dispute son premier combat en professionnel contre Tunney Hunsaker à Louisville, dans le Kentucky.
Le 11 décembre 1981, Mohamed Ali dispute son dernier combat en professionnel contre Trevor Berbick à Nassau, aux Bahamas.
D'après le journal sportif L'Équipe, les cinq plus grands combats de Mohamed Ali sont les suivants :
1. Contre l'Américain George Foreman, à Kinshasa (Zaïre, actuelle République démocratique du Congo), le 30 octobre 1974 ;
2. Contre l'Américain Joe Frazier, à Manille (Philippines), le 1er octobre 1975 ;
3. Contre l'Anglais Henry Cooper, à Londres (Royaume-Uni), le 18 juin 1963 ;
4. Contre l'Américain Earnie Shavers, à New York (État de New York, États-Unis), le 29 septembre 1977 ;
5. Contre l'Américain Ernie Terrell, à Houston (Texas, États-Unis), le 6 février 1967.

## Titres remportés en boxe

### Principaux titres mondiaux
- Champion du monde de la WBA (× 4)
- Champion du monde de la WBC (× 2)

### Autres titres mondiaux

#### Titres du magazineThe Ring
- Champion du monde The Ring (× 3)

#### Titres linéaires
- Champion poids lourds linéaire (× 3)

### Titres régionaux
- Champion poids lourds NABF (× 3)
- Champion national des Golden Gloves (× 2)
- Champion du Kentucky des Golden Gloves (× 6)

### Titres honorifiques et récompenses
- Mohamed Ali (alors Cassius Clay) sur la première marche du podium des Jeux olympiques d'été de 1960.Champion de l'AAU (× 2)

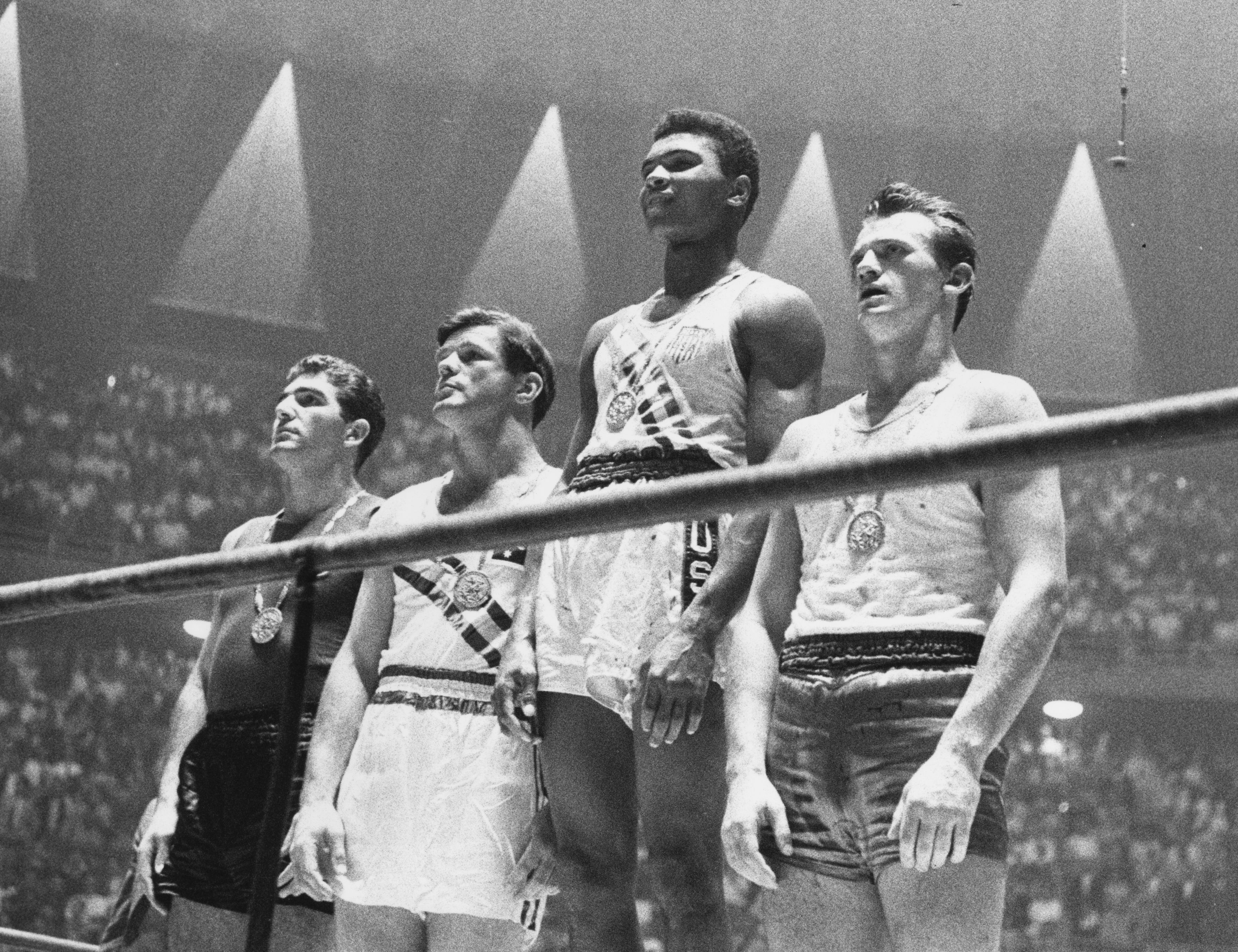
Mohamed Ali (alors Cassius Clay) sur la première marche du podium des Jeux olympiques d'été de 1960.

- Champion olympique des poids mi-lourds (médaille d'or)
- Sportif de l'année par Sports Illustrated
- Athlète de l'année par Associated Press
- Athlète de presse internationale de l'année
- Combattant BWAA de l'année (× 3)
- International Boxing Hall of Fame
- Combattant de l'année par The Ring (× 6)
- Combat de l'année par The Ring (× 6)

## Distinctions

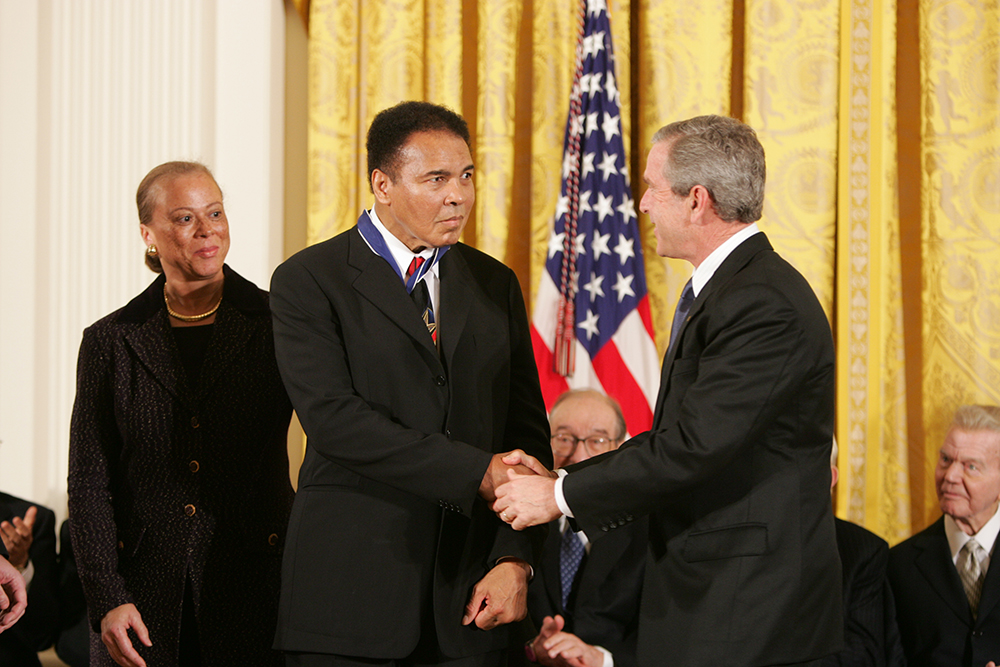
Mohamed Ali serrant la main du président des États-Unis George W. Bush après avoir reçu la médaille présidentielle de la Liberté.

- Mohamed Ali serrant la main du président des États-Unis George W. Bush après avoir reçu la médaille présidentielle de la Liberté.Sportif du siècle par Sports Illustrated
- Sportif du siècle par BBC Sport
- Récipiendaire de la médaille double hélice de la Cold Spring Harbor Laboratory (CSHL)
- Prix commémoratif Martin Luther King
- Presidential Citizens Medal
- Médaille présidentielle de la Liberté
- Médaille de la paix Otto Hahn
- Hollywood Walk of Fame
- Médaille de la liberté de Philadelphie

## Liste des combats professionnels
| 61 combats      | 56 victoires | 5 défaites |
| Avant la limite | 37           | 1          |
| Sur décision    | 19           | 4          |

| Décision possible : KO • TKO (KO technique) • UD (décision aux points unanime) • MD (décision aux points majoritaire) • SD (décision aux points partagée) • D (match nul) • NC (sans décision) • RTD (abandon) |        |                     |      |              |                   |                                            | |
| Résultat | Record | Adversaire          | Type | Round        | Date              | Lieu                                       | Notes |
| Défaite | 56-5   | Trevor Berbick      | UD   | 10           | 11 décembre 1981  | Nassau, Bahamas                            | |
| Défaite | 56-4   | Larry Holmes        | RTD  | 10 (15) 3:00 | 2 octobre 1980    | Paradise, Nevada, États-Unis               | Pour les ceintures WBC et The Ring vacante des poids lourds                                              |
| Victoire | 56-3   | Leon Spinks         | UD   | 15           | 15 septembre 1978 | La Nouvelle-Orléans, Louisiane, États-Unis | Remporte les ceintures WBA et The Ring des poids lourds                                                  |
| Défaite | 55-3   | Leon Spinks         | SD   | 15           | 15 février 1978   | Winchester, Nevada, États-Unis             | Perd les ceintures WBA, WBC, et The Ring des poids lourds                                                |
| Victoire | 55-2   | Earnie Shavers      | UD   | 15           | 29 novembre 1977  | New York, État de New York, États-Unis     | Conserve les ceintures WBA, WBC, et The Ring des poids lourds                                            |
| Victoire | 54-2   | Alfredo Evangelista | UD   | 15           | 16 mai 1977       | Landover, Maryland, États-Unis             | Conserve les ceintures WBA, WBC, et The Ring des poids lourds                                            |
| Victoire | 53-2   | Ken Norton          | UD   | 15           | 28 novembre 1976  | New York, État de New York, États-Unis     | Conserve les ceintures WBA, WBC, et The Ring des poids lourds                                            |
| Victoire | 52-2   | Richard Dunn        | TKO  | 5 (15) 2:05  | 24 mai 1976       | Munich, République démocratique allemande  | Conserve les ceintures WBA, WBC, et The Ring des poids lourds                                            |
| Victoire | 51-2   | Jimmy Young         | UD   | 15           | 30 avril 1976     | Landover, Maryland, États-Unis             | Conserve les ceintures WBA, WBC, et The Ring des poids lourds                                            |
| Victoire | 50-2   | Jean-Pierre Coopman | KO   | 5 (15) 2:46  | 20 février 1976   | San Juan, Porto Rico                       | Conserve les ceintures WBA, WBC, et The Ring des poids lourds                                            |
| Victoire | 49-2   | Joe Frazier         | RTD  | 14 (15) 3:00 | 1er octobre 1975  | Quezon City, Philippines                   | Conserve les ceintures WBA, WBC, et The Ring des poids lourds                                            |
| Victoire | 48-2   | Joe Bugner          | UD   | 15           | 30 juin 1975      | Kuala Lumpur, Malaisie                     | Conserve les ceintures WBA, WBC, et The Ring des poids lourds                                            |
| Victoire | 47-2   | Ron Lyle            | TKO  | 11 (15) 1:08 | 16 mai 1975       | Winchester, Nevada, États-Unis             | Conserve les ceintures WBA, WBC, et The Ring des poids lourds                                            |
| Victoire | 46-2   | Chuck Wepner        | TKO  | 15 (15) 2:41 | 24 mars 1975      | Richfield, Ohio, États-Unis                | Conserve les ceintures WBA, WBC, et The Ring des poids lourds                                            |
| Victoire | 45-2   | George Foreman      | KO   | 8 (15) 2:58  | 30 octobre 1974   | Kinshasa, Zaïre                            | Remporte les ceintures WBA, WBC, et The Ring des poids lourds                                            |
| Victoire | 44-2   | Joe Frazier         | UD   | 12           | 28 janvier 1974   | New York, État de New York, États-Unis     | Conserve la ceinture NABF des poids lourds                                                               |
| Victoire | 43-2   | Rudie Lubbers       | UD   | 12           | 20 octobre 1973   | Jakarta, Indonésie                         | |
| Victoire | 42-2   | Ken Norton          | SD   | 12           | 10 septembre 1973 | Inglewood, Californie, États-Unis          | Remporte la ceinture NABF des poids lourds                                                               |
| Défaite | 41-2   | Ken Norton          | SD   | 12           | 31 mars 1973      | San Diego, Californie, États-Unis          | Perd la ceinture NABF des poids lourds                                                                   |
| Victoire | 41-1   | Joe Bugner          | UD   | 12           | 14 février 1973   | Winchester, Nevada, États-Unis             | |
| Victoire | 40-1   | Bob Foster          | KO   | 8 (12) 0:40  | 21 novembre 1972  | Nevada, États-Unis                         | Conserve la ceinture NABF des poids lourds                                                               |
| Victoire | 39-1   | Floyd Patterson     | RTD  | 7 (12) 3:00  | 20 septembre 1972 | New York, État de New York, États-Unis     | Conserve la ceinture NABF des poids lourds                                                               |
| Victoire | 38-1   | Alvin Lewis         | TKO  | 11 (12) 1:15 | 19 juillet 1972   | Dublin, Irlande                            | |
| Victoire | 37-1   | Jerry Quarry        | TKO  | 7 (12) 0:19  | 27 juin 1972      | Winchester, Nevada, États-Unis             | Conserve la ceinture NABF des poids lourds                                                               |
| Victoire | 36-1   | George Chuvalo      | UD   | 12           | 1er mai 1972      | Vancouver, Canada                          | Conserve la ceinture NABF des poids lourds                                                               |
| Victoire | 35-1   | Mac Foster          | UD   | 15           | 1er avril 1972    | Tokyo, Japon                               | |
| Victoire | 34-1   | Jürgen Blin         | KO   | 7 (12) 2:12  | 26 décembre 1971  | Zurich, Suisse                             | |
| Victoire | 33-1   | Buster Mathis       | UD   | 12           | 17 novembre 1971  | Houston, Texas, États-Unis                 | Conserve la ceinture NABF des poids lourds                                                               |
| Victoire | 32-1   | Jimmy Ellis         | TKO  | 12 (12) 2:10 | 26 juillet 1971   | Houston, Texas, États-Unis                 | Remporte la ceinture NABF vacante des poids lourds                                                       |
| Défaite | 31-1   | Joe Frazier         | UD   | 15           | 8 mars 1971       | New York, État de New York, États-Unis     | Pour les ceintures WBA, WBC, et The Ring vacante des poids lourds                                        |
| Victoire | 31-0   | Oscar Bonavena      | TKO  | 15 (15) 2:03 | 7 décembre 1970   | New York, État de New York, États-Unis     | Remporte la ceinture NABF vacante des poids lourds                                                       |
| Victoire | 30-0   | Jerry Quarry        | RTD  | 3 (15) 3:00  | 26 octobre 1970   | Atlanta, Géorgie, États-Unis               | |
| Victoire | 29-0   | Zora Folley         | KO   | 7 (15) 1:48  | 22 mars 1967      | New York, État de New York, États-Unis     | Conserve les ceintures WBA, WBC, NYSAC et The Ring des poids lourds                                      |
| Victoire | 28-0   | Ernie Terrell       | UD   | 15           | 6 février 1967    | Houston, Texas, États-Unis                 | Conserve les ceintures WBC, NYSAC et The Ring des poids lourds Remporte la ceinture WBA des poids lourds |
| Victoire | 27-0   | Cleveland Williams  | TKO  | 3 (15) 1:08  | 14 novembre 1966  | Houston, Texas, États-Unis                 | Conserve les ceintures WBC, NYSAC et The Ring des poids lourds                                           |
| Victoire | 26-0   | Karl Mildenberger   | TKO  | 12 (15) 1:30 | 10 septembre 1966 | Francfort, Allemagne                       | Conserve les ceintures WBC, NYSAC et The Ring des poids lourds                                           |
| Victoire | 25-0   | Brian London        | KO   | 3 (15) 1:40  | 6 août 1966       | Londres, Angleterre                        | Conserve les ceintures WBC, NYSAC et The Ring des poids lourds                                           |
| Victoire | 24-0   | Henry Cooper        | TKO  | 6 (15) 1:38  | 21 mai 1966       | Londres, Angleterre                        | Conserve les ceintures WBC, NYSAC et The Ring des poids lourds                                           |
| Victoire | 23-0   | George Chuvalo      | UD   | 15           | 29 mars 1966      | Toronto, Ontario, Canada                   | Conserve les ceintures WBC, NYSAC et The Ring des poids lourds                                           |
| Victoire | 22-0   | Floyd Patterson     | TKO  | 12 (15) 2:18 | 22 novembre 1965  | Winchester, Nevada, États-Unis             | Conserve les ceintures WBC, NYSAC et The Ring des poids lourds                                           |
| Victoire | 21-0   | Sonny Liston        | KO   | 1 (15) 2:12  | 25 mai 1965       | Lewiston, Maine, États-Unis                | Conserve les ceintures WBC, NYSAC et The Ring des poids lourds                                           |
| Victoire | 20-0   | Sonny Liston        | RTD  | 6 (15) 3:00  | 25 février 1964   | Miami Beach, Floride, États-Unis           | Remporte les ceintures WBA, WBC, NYSAC et The Ring des poids lourds                                      |
| Victoire | 19-0   | Henry Cooper        | TKO  | 5 (10) 2:15  | 18 juin 1963      | Londres, Angleterre                        | |
| Victoire | 18-0   | Doug Jones          | UD   | 10           | 13 mars 1963      | New York, État de New York, États-Unis     | |
| Victoire | 17-0   | Charlie Powell      | KO   | 3 (10) 2:04  | 24 janvier 1963   | Pittsburgh, Pennsylvanie, États-Unis       | |
| Victoire | 16-0   | Archie Moore        | TKO  | 4 (10) 1:35  | 15 novembre 1962  | Los Angeles, Californie, États-Unis        | |
| Victoire | 15-0   | Alejandro Lavorante | KO   | 5 (10) 1:48  | 20 juillet 1962   | Los Angeles, Californie, États-Unis        | |
| Victoire | 14-0   | Billy Daniels       | TKO  | 7 (10) 2:21  | 19 mai 1962       | New York, État de New York, États-Unis     | |
| Victoire | 13-0   | George Logan        | TKO  | 4 (10) 1:34  | 23 avril 1962     | Los Angeles, Californie, États-Unis        | |
| Victoire | 12-0   | Don Warner          | TKO  | 4 (10) 0:34  | 28 février 1962   | Miami Beach, Floride, États-Unis           | |
| Victoire | 11-0   | Sonny Banks         | TKO  | 4 (10) 0:26  | 10 février 1962   | New York, État de New York, États-Unis     | |
| Victoire | 10-0   | Willi Besmanoff     | TKO  | 7 (10) 1:55  | 29 novembre 1961  | Louisville, Kentucky, États-Unis           | |
| Victoire | 9-0    | Alex Miteff         | TKO  | 6 (10) 1:45  | 7 octobre 1961    | Louisville, Kentucky, États-Unis           | |
| Victoire | 8-0    | Alonzo Johnson      | UD   | 10           | 22 juillet 1961   | Louisville, Kentucky, États-Unis           | |
| Victoire | 7-0    | Duke Sabedong       | UD   | 10           | 26 juin 1961      | Winchester, Nevada, États-Unis             | |
| Victoire | 6-0    | LaMar Clark         | KO   | 2 (8) 1:27   | 19 avril 1961     | Louisville, Kentucky, États-Unis           | |
| Victoire | 5-0    | Donnie Fleeman      | RTD  | 6 (8)        | 21 février 1961   | Miami Beach, Floride, États-Unis           | |
| Victoire | 4-0    | Jim Robinson        | KO   | 1 (8) 1:34   | 7 février 1961    | Miami Beach, Floride, États-Unis           | |
| Victoire | 3-0    | Tony Esperti        | TKO  | 3 (8) 1:30   | 17 janvier 1961   | Miami Beach, Floride, États-Unis           | |
| Victoire | 2-0    | Herb Siler          | TKO  | 4 (8) 1:00   | 27 décembre 1960  | Miami Beach, Floride, États-Unis           | |
| Victoire | 1-0    | Tunney Hunsaker     | UD   | 6            | 29 octobre 1960   | Louisville, Kentucky, États-Unis           | |